# Muur van schande

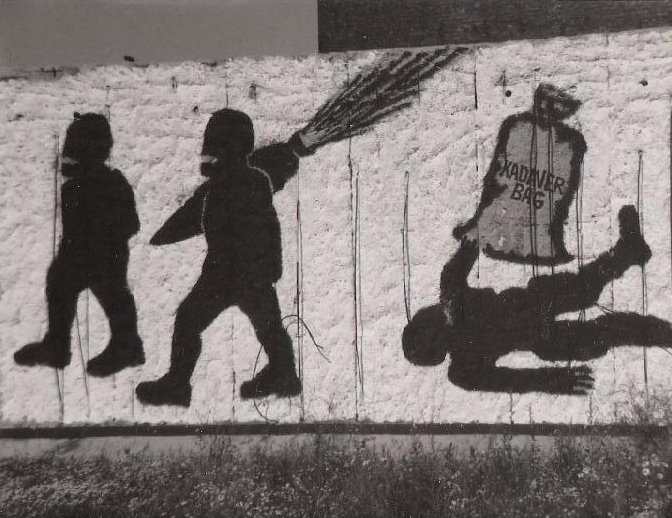
Graffiti op de Berlijnse Muur

De term muur van schande (Engels: Wall of Shame) is een term die gebruikt wordt voor muren of barrières die de bouwers schande aandoen of die door de bouwers bedoeld zijn om anderen te schande te maken. Deze term wordt vrijwel uitsluitend door tegenstanders van dergelijke muren gebruikt.
De term werd voor het eerst gebruikt om te verwijzen naar de Berlijnse Muur. In 1961 liet de regering van de Duitse Democratische Republiek deze muur bouwen, en noemde het anti-fascistische beschermingsmuur (Duits: antifaschistischer Schutzwall). Berlijners noemden het echter de muur van schande (Schandmauer). In 1962 werd de term voor het eerst buiten Duitsland gebruikt, in een coverstory van het Time Magazine. Korte tijd later, op 14 januari 1963 gebruikte president John F. Kennedy de term in zijn jaarlijkse boodschap aan het Amerikaanse Congres.
Sindsdien is de term gebruikt door tegenstanders voor muren die wereldwijd gebouwd zijn. Voorbeelden hiervan zijn de barrière op de grens tussen Mexico en de Verenigde Staten, de Israëlische Westoeverbarrière, de Spaanse barrières in Ceuta en Melilla en de Marokkaanse muur. De term wordt ook, zij het niet regelmatig, gebruikt door de Noord-Koreaanse regering voor de "Koreaanse muur".